# Tangenziale Est dello Sdo di Roma

Schema del Sistema Direzionale Orientale previsto dal PRG di Roma del 1962

L'asse attrezzato di Roma era un progetto urbanistico riguardante la rifunzionalizzazione dei quartieri della periferia orientale, inglobandoli nel Sistema Direzionale Orientale (SDO).
Il progetto, previsto dal piano regolatore del 1962, le cui linee fondamentali furono dettate dal grande urbanista giapponese Kenzo Tange, rimase tuttavia irrealizzato.
L'asse attrezzato doveva costituire una delle direttrici longitudinali, la più interna, su cui innervare, insieme alle altre, i diversi poli direzionali, produttivi e residenziali individuati nello SDO e dove avrebbero dovuto trovare spazio innanzitutto la maggior parte degli uffici dei ministeri, degli enti pubblici e degli altri presidi di burocrazia statale disseminati entro il perimetro delle Mura aureliane. Questi massicci trasferimenti sottendevano ad una doppia funzione: da un verso vitalizzare e vincolare urbanisticamente molte aree semi-centrali e periferiche, che per effetto dell'imponente e disordinata immigrazione concentrata su Roma dalla fine della Seconda guerra mondiale ed ancora pienamente in corso agli inizi degli anni sessanta erano già state intaccate da operazioni di speculazione edilizia e fenomeni di abusivismo; dall'altro favorire il decongestionamento del centro storico, distribuendo su un'area più vasta e articolata i flussi impiegatizi casa-lavoro.
Sebbene lo SDO, coerentemente al modello di sviluppo dominante a Roma e nell'intero Paese all'epoca della sua presentazione, fosse sostanzialmente pensato a dimensione di automobile, ritenuta per decenni il mezzo più agile e moderno per spostarsi anche in contesti urbani, ciò costituendo a posteriori un indubbio limite del progetto, alcuni elementi configurativi, tra cui l'asse attrezzato, contenevano la soluzione, evidentemente quasi sempre di tipo viabilistico, per risolvere diverse criticità già emerse all'epoca nel quadrante via Salaria-via Appia Nuova a causa di una pregressa carente o assente capacità di indirizzo urbanistico generale.

## Finalità dell'infrastruttura viaria
Il progetto SDO affidava all'asse attrezzato cinque funzioni strategiche di viabilità generale.

### Funzione di "corridoio passante" dei poli direzionali pubblici
Il tracciato dell'asse attrezzato doveva costituire l'"attrezzatura" di riferimento lungo la quale insediare, nel settore compreso tra la via Nomentana e la via Appia Nuova, la nuova centralità direzionale lineare di Roma, ovvero un continuum di uffici, quasi esclusivamente ministeri, aziende dello Stato ed enti pubblici, accessibili dai diversi svincoli predisposti sull'itinerario. La sistemazione di questi "apparati" ai margini dell'arteria avrebbe dovuto generare uno skyline di grande effetto e punteggiato da "veri" grattacieli, in grado di stagliarsi nell'orizzonte urbano.

### Funzione di autostrada urbana
L'asse attrezzato era stato individuato dal Prg del 1962 anche come il perno urbano del sistema autostradale afferente alla Capitale. I due terminali erano stati fissati per questo sul Grande Raccordo Anulare (Gra), a nord in corrispondenza dell'attacco su codesto del tronco per Firenze dell'Autostrada del Sole, a sud generando la doppia intersezione via Cristoforo Colombo/via Pontina. Tutte le altre autostrade di Roma, sia quelle già in esercizio sia quelle in progetto, avrebbero penetrato il Gra fino ad incontrare l'asse attrezzato: quattro provenendo da est o sud-est: degli Abruzzi, Mediana, del Sole (tronco per Napoli) e dei Castelli; una, quella per l'Aeroporto di Fiumicino, da sud-ovest.

### Funzione di interconnessione con i poli dello SDO situati sulle altre direttrici
Poiché lo SDO era stato concepito come un complesso urbanistico multipolare fondato su più assi direzionali, dall'asse attrezzato doveva essere possibile raggiungere tutte le aggregazioni dello SDO per mezzo di rapide interconnessioni viarie. Queste erano garantite dalle penetrazioni autostradali urbane (esclusa quella per l'Aeroporto di Fiumicino) che afferivano all'asse attrezzato dopo aver incrociato le altre direttrici, costituendo così gli assi secanti primari dello SDO.

### Funzione di raccordo Sdo/Eur
Il "capolinea" dell'asse attrezzato non era stato immaginato poco oltre il limite sud dell'EUR casualmente: si tratta infatti della città satellite che anche a seguito delle correzioni urbanistiche intervenute nel dopoguerra aveva assunto una evidente impronta direzionale, sebbene di dimensioni contenute in confronto a quelle supposte inizialmente per lo SDO. Logico quindi assicurare il collegamento fra le due centralità; e grazie alla penetrazione urbana dell'autostrada per Fiumicino generata in zona Grotta Perfetta, l'ingresso nell'Eur sarebbe potuto avvenire, oltre che da sud, anche da nord. Non solo: nel tratto dell'asse attrezzato esterno allo Sdo essa avrebbe costituito l'"incubatore" di un'aggregazione per uffici (da realizzare tra via Ardeatina e via di Grotta Perfetta) e di due quartieri di iniziativa pubblica (Grotta Perfetta e Laurentino); mentre una strada interquartiere da generare in corrispondenza dell'intersezione con la via Ardeatina avrebbe consentito di raggiungere dallo SDO, seppur indirettamente, anche la "terza centralità di Roma" prevista fuori dalle Mura, quella riferita a via Cristoforo Colombo (nel tratto compreso tra via Marco Polo e la Fiera di Roma).

### Funzione di drenaggio del traffico interquartiere Montesacro/Eur
L'asse attrezzato avrebbe infine permesso di congiungere progressivamente e velocemente da nord a sud i quartieri sorti o molto ingranditisi nel dopoguerra all'esterno dell'arco ferroviario via Nomentana-via Appia Nuova.

## Impianto viabilistico
In quanto autostrada urbana, l'asse attrezzato doveva rispettare lungo l'intero tracciato le seguenti prescrizioni:
- disporre di due carreggiate separate, ciascuna dotata di due corsie di marcia ed una per la sosta di emergenza;
- essere priva di qualsiasi tipo di attraversamento a raso (di conseguenza la connessione con le altre arterie di grande viabilità o quella ordinaria sarebbe avvenuta per mezzo di appositi svincoli di entrata/uscita).

Immaginata nello stesso periodo in cui si stavano definendo i progetti delle tangenziali di Milano, Torino, Bologna e Napoli, anche l'asse attrezzato contemplava una fitta rete di intersezioni (oltre venti svincoli). Se ne stabiliva inoltre l'uso gratuito, condizione che avrebbe consentito la realizzazione di accessi strutturalmente più "leggeri".

## Opera costruttiva
Il tracciamento dell'asse attrezzato fu eseguito ipotizzando un manufatto stradale di rapida realizzazione e dai costi contenuti. Per queste ragioni esso si caratterizzava per un andamento in gran parte superficiale e per il costante uso di viadotti; ridotto al minimo indispensabile il ricorso a gallerie.
In conseguenza di questa scelta, l'asse attrezzato si sarebbe connotato per seguenti le opere stradali:
- una prima galleria, di circa 2 km, al fine di collegare senza acclività il nodo passante nord Gra/Autostrada del Sole, punto di origine dell'autostrada urbana, con l'area dove era previsto lo svincolo di Fidene (il primo dell'itinerario);
- un lungo tronco di circa 12 km, quello racchiuso tra via della Bufalotta e via Appia Nuova, impostato in rilievo e spesso su viadotti, anche di notevoli altezze[20];
- un tratto, di circa 1 km, svolto in galleria naturale-artificiale oppure prevalentemente in trincea in corrispondenza dell'attraversamento della via Tuscolana a Porta Furba;
- un secondo tratto, di circa 1,3 km, quello racchiuso tra via Appia Pignatelli e via Ardeatina, svolto a vista nell'area dell'Appia Antica (da elevare, secondo il nuovo Prg, a Parco archeologico), dotato di una breve galleria d'interramento (circa 200 metri) a protezione' della fascia pertinenziale dello storico tracciato[21].

### Impatto ambientale
La morfologia dell'asse attrezzato, caratterizzata soprattutto per due elementi di forte impatto visivo, il lungo segmento via della Bufalotta-via Appia Nuova e l'incisione prodotta da quello via Appia Pignatelli-via Ardeatina, esprime bene l'"atteggiamento" che accompagnava negli anni Cinquanta e Sessanta l'iter progettuale e costruttivo delle grande opere stradali pensate per modernizzare Roma: da un lato la supremazia della grande arteria, che libera dal traffico la città votata alla mobilità individuale, percepita come segno rimarchevole e non invasivo del paesaggio urbano della periferia da riqualificare con il suo corredo di alti pilastri, ponti e viadotti; dall'altro una scarsa o nulla sensibilità verso il patrimonio archeologico e la sua salvaguardia, che produce l'ipotesi di un sedime stradale largo circa 12 metri attraversante l'area della via Appia Antica, nascosto solo nelle immediate vicinanze della "regina viarum".
Ma il tracciamento dell'asse attrezzato è anche il risultato di un'impostazione asettica del progetto SDO, a sua volta generata da un'impostazione altrettanto "sospesa" sulla realtà del nuovo Prg, perché redatto prendendo come riferimento una fotografia "ritoccata" delle sofferenze urbanistiche della Capitale.
Al tempo stesso quel Prg, probabilmente con l'intenzione di dare "carta bianca" a Tange ed agli altri sviluppatori del Sistema, considera la vasta parte di città destinataria degli interventi sostanzialmente priva di aree non residenziali da proteggere (quelle a verde pubblico sarebbero state individuate in conseguenza dell'infrastruttura stradale) e dunque estranea a qualsivoglia vincolo. Basandosi sulla realtà delle mappe e applicando le prescrizioni che il Prg stabilisce per la tutela del paesaggio e del patrimonio archeologico i tecnici sono indotti a disegnare una Tangenziale Est marcatamente "funzionalista", che ottemperi cioè ai compiti di "pubblica utilità" assegnati richiedendo il più basso costo di costruzione. Con tali presupposti è più che prevedibile che lo studio di fattibilità della nuova autostrada urbana non disdegni affatto soluzioni costruttive "appariscenti", come l'attraversamento in altura di viale Jonio, via Nomentana, via Nomentana, via Tiburtina e via Prenestina, oppure il viadotto sopra l'ansa dell'Aniene tra via Nomentana e via di Pietralata, essendo le più economiche da cantierizzare. Viene così definita una Tangenziale Est concettualmente ineccepibile e pienamente rispettosa del nuovo Prg, che impone solo un minimo "atto di cortesia" nei confronti della via Appia Antica.